# Zelzin Viridiana Silva
Zelzin Viridiana Silva García es una deportista mexicana que compite en taekwondo. Ganó una medalla de bronce en el Campeonato Panamericano de Taekwondo de 2024, en la categoría de –46 kg.

## Palmarés internacional
| Campeonato Panamericano | Campeonato Panamericano | Campeonato Panamericano | Campeonato Panamericano |
| Año                     | Lugar                   | Medalla                 | Categoría               |
| ----------------------- | ----------------------- | ----------------------- | ----------------------- |
| 2024                    | Río de Janeiro (Brasil) | Medalla de bronce       | –46 kg                  |